# Gustave Charpentier
Gustave Charpentier (Dieuze, 25 giugno 1860 – Parigi, 18 febbraio 1956) è stato un compositore francese.

## Biografia
Studiò dapprima a Tourcoing, poi al Conservatorio di Lilla e infine in quello di Parigi, allievo di Massenet per la composizione e di Massart per il violino. Nel 1887 vinse il concorso "Prix de Rome" con la cantata Didon. Dal 1912 entrò a far parte dell'Institut e si dedicò alla diffusione e alla educazione musicale della povera gente, realizzando la fondazione "Oeuvre de Mini Pinson" espressamente indirizzata alle operaie parigine.
La sua opera più conosciuta fu Louise, che risultò uno dei più riusciti esempi di verismo musicale, non privo di pieghe crepuscolari e intimistiche: difatti fonde una trama sentimentale e romantica a personaggi umili del demi-monde parigino. Inoltre Louise si distingue per l'eleganza melodica e la delicatezza armonica, di ispirazione massenetiana, unite ad un trattamento tematico di osservanza wagneriana (non a caso venne denominata dall'autore "Romanzo musicale"). Proprio grazie a queste caratteristiche ottenne un grande successo (950 rappresentazioni fino al 1950)

## Lavori

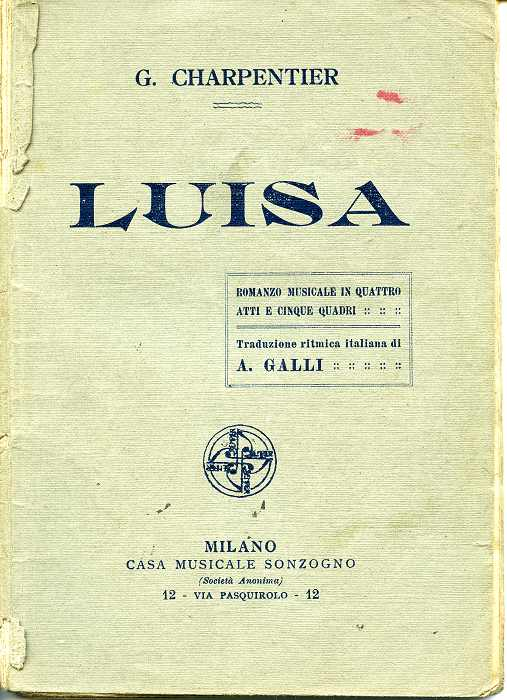
Libretto di data sconosciuta dell'opera "Luisa"

### Opere
- Louise (1889-96, UA 1900)
- Julien, ou La vie du poète (1913)
- L'amour au faubourg (1910-1913, incompleta)
- Orphée (2 atti su 4, mai rappresentata)

### Musica per orchestra
- - Impressions d'Italie. Suite sinfonica (1889-90)
  - Munich. Poema sinfonico (1910-1911)

### Musica corale
- - Didon. Scena drammatica (1887)
  - La vie du poète. Dramma sinfonico per solisti, coro e orchestra (1888-89; UA 1892)
  - La chanson du chemin per soprano, tenore, voci femminili e pianoforte (1893)
  - Impressions fausses per baritono, voci maschili e orchestra (1894)
  - Les fleurs du mal per voci e pianoforte (1895)
  - Sérénade à Watteau per solisti, coro e orchestra (1896)
  - Le couronnement de la muse per solisti, coro e orchestra  (1897)
  - Le chant d'apothéose per solisti, coro e orchestra (1902)
  - La vie féerique. Scene cinematografiche per voci e orchestra (dopo il 1913)